# Ombelico (malacologia)

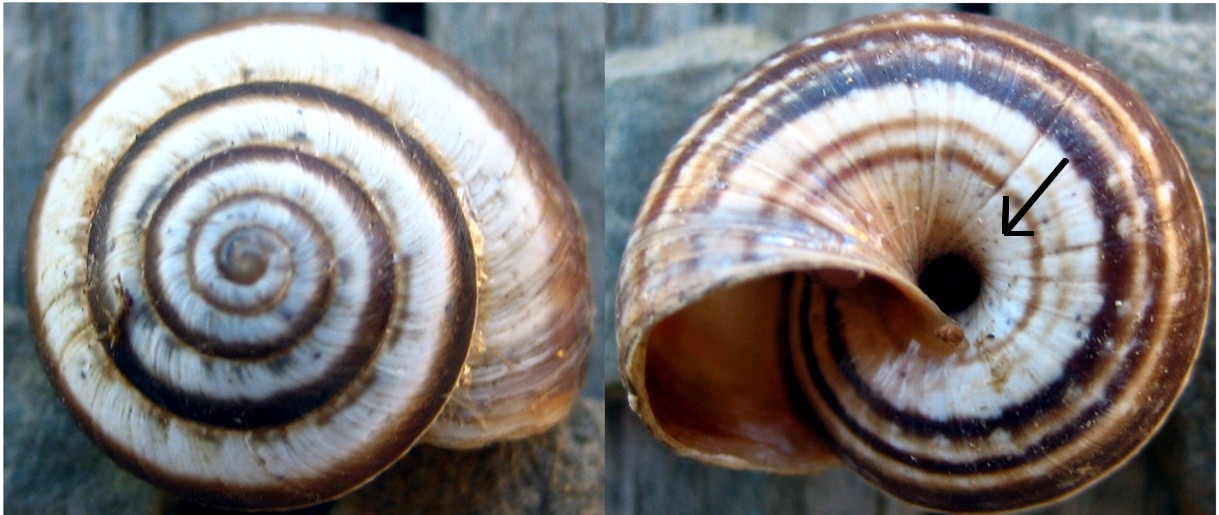
Ombelico aperto
Cernuella virgata

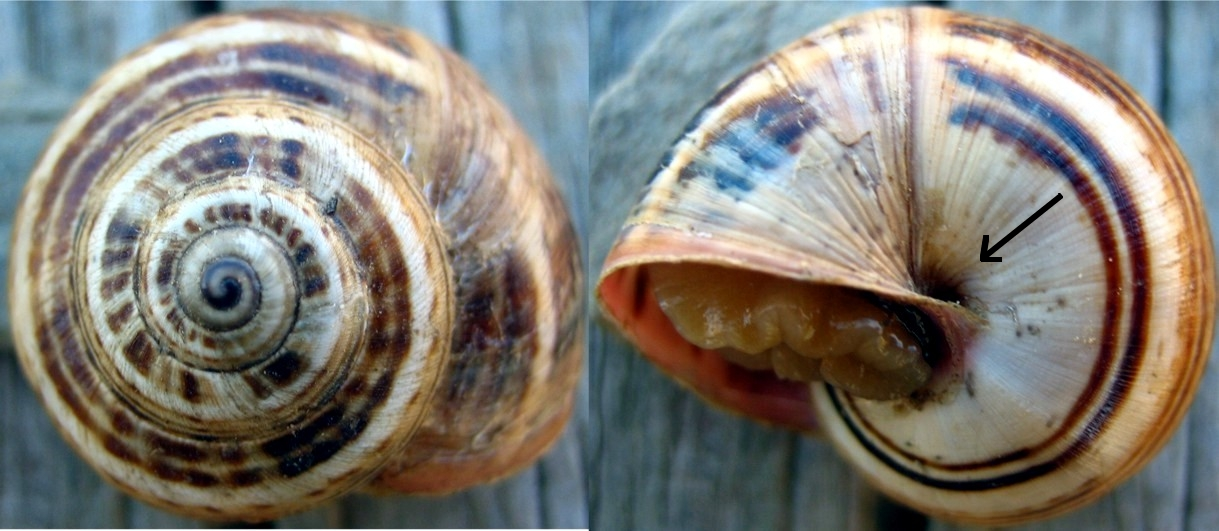
Ombelico chiuso
Theba pisana

In malacologia l'ombelico è una struttura anatomica presente nella parte inferiore centrale
della conchiglia di alcuni gasteropodi.
L'ombelico è un carattere distintivo importante nel riconoscimento delle varie specie.
L'ombelico si definisce aperto quando è rappresentato da un vero e proprio foro al centro del guscio o chiuso quando la cavità è obliterata da materiale calcareo. Possono esistere forme intermedie. In alcune specie l'ombelico può essere aperto nelle forme giovanili e chiuso negli adulti. Esistono poi anche delle specie non ombelicate, ancorché vi siano comunque rintracciabili deboli indizi della fessura ombelicale.